# Silene multicaulis
Silene multicaulis är en nejlikväxtart. Silene multicaulis ingår i släktet glimmar, och familjen nejlikväxter.

## Underarter
Arten delas in i följande underarter:
- S. m. cretica
- S. m. multicaulis
- S. m. sporadum
- S. m. stenocalycina